# Max Dupain

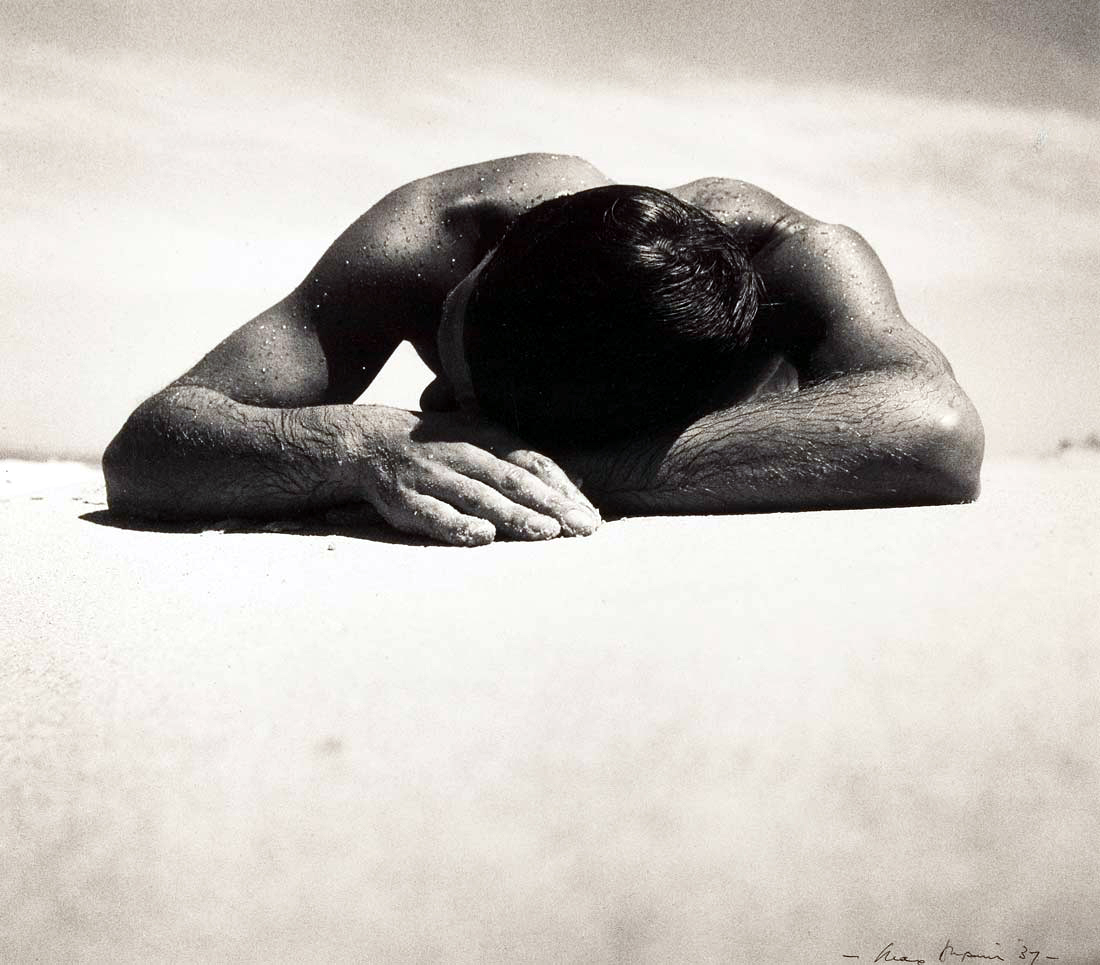
Max Dupain: Sunbaker (1937), pozitiv byl pořízen r. 1975

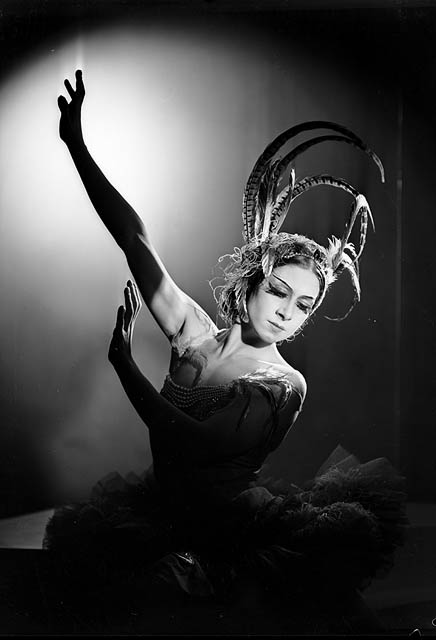
Max Dupain: Valentina Blinova ve hře Pták Ohnivák, Ballets Russes, Sydney, 1936–1937

Maxwell Spencer Dupain, AC (22. dubna 1911 – 27. července 1992) byl známý australský modernistický fotograf. Věnoval se snímkům dokumentárním, portrétním a snímkům architektury.

## Mládí
Dupain získal svůj první fotoaparát jako dárek v roce 1924, což podnítilo jeho zájem o fotografii. Později se připojil k fotografické společnosti NSW a po dokončení školy pracoval pro firmu Cecil Bostock v Sydney.
O prázdninách v roce 1924 se na pláži Newport Beach, Nový Jižní Wales, setkala s Olivií Cottonovou a stali se z nich přátelé sdílející vášeň pro fotografování.

## Kariéra

### Mládí
V roce 1934 otevřel své vlastní studio na Bond Street č.p. 24 v Sydney. Pracovali společně se svou přítelkyní z dětství Olivií Cottonovou. Studio navštěvovali jejich současníci včetně takových jako byli Damien Parer, Geoff Powell nebo Olga Sharpe.
V roce 1937 na jižním pobřeží Nového Jižního Walesu, vyfotografoval hlavu a ramena přítele Harolda Salvageho ležíciho na písku pláže Cullburra Beach. Snímek s názvem Sunbaker  se stal Dupainovou nejslavnější fotografií.
Negativ fotografie pořídil v roce 1937, ale snímek samotný mohl získat uznání až v polovině 70. let, neboť teprve v roce 1975 pořídil z negativu první zvětšeninu. Tu koupila v roce 1976 Národní galerie Austrálie v Canbeře a Sunbaker se stal ikonickým národním obrazem.

### Pozdnější léta
Během války sloužil Dupain u Royal Australian Air Force v Darwinu a Papui Nové Guineji, kde pomáhal vytvářet kamufláž. Válka Dupaina ovlivnila, což se odrazilo i na jeho fotografiích. Snažil se klást důraz na pravdivou dokumentaci světa a ovlivňovat tak povědomí o válce. V roce 1947 byly tyto jeho pocity ještě posíleny četbou knihy Grierson on Documentary, která definovala potřebu fotografování bez předstírání a přetvářky. Byla to „kreativní léčba skutečnosti“. Dupain horlivě „nastartoval“ své studio s novou perspektivou a opustit to, co nazýval „kosmetickou lží módní fotografie nebo reklamní ilustrace“. K odmítnutí návratu do „kosmetické lži“ reklamy Dupain řekl:
| „ | Moderní fotografie musí dělat víc než jen bavit, musí podněcovat myšlení a tím i jasně vyjadřovat skutečnost, rozvíjet soucitné porozumění mužů a žen a život, který žijí a vytváří. | “ |

Jeho dokumentární dílo tohoto období se dá ilustrovat jeho fotografií Fronta na maso. Při fotografování více používal naturalistický styl „zachycující okamžik každodenní interakce [spíše než] pokus o sociální komentář“.
Dupain hodně pracoval pro The University of New South Wales a CSR Limited a dělal mnoho výletů do vnitrozemí a na pobřeží severní Austrálie.
V 50. letech s příchodem nového konzumu a rozvojem reklamní fotografie se k němu hlásili zákazníci z časopisů, reklamních agentur a průmyslových podniků. V mezidobí věnoval čas své lásce – architektuře, kterou fotografoval po většinu svého života.
Jeho snímek lidí na pláži byl přetištěn na poštovní známce připomínající 150 let fotografie v Austrálii v roce 1991.

## Osobní život
V roce 1939 (nebo r. 1937?), po vypuknutí druhé světové války, se Dupain oženil s fotografkou Olivií Cottonovou, ale brzo poté se rozvedli. O deset let později si Dupain vzal Dianu Illingworthovou a spolu měli dceru Daninu a syna Rexe, který se také stal fotografem.
Dupain ve své práci pokračoval až do smrti v roce 1992.

## Galerie

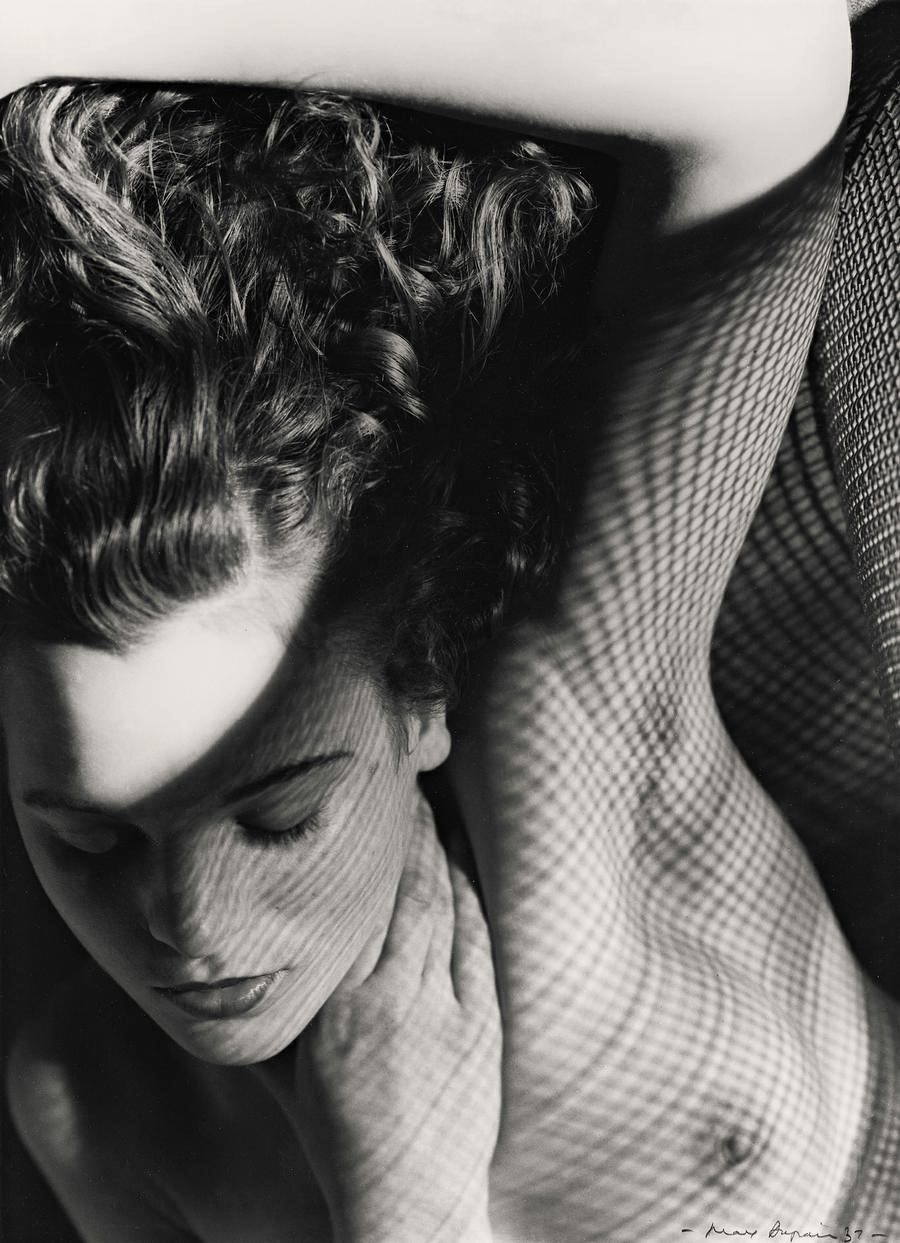
Jean with Wire Mesh, 1936
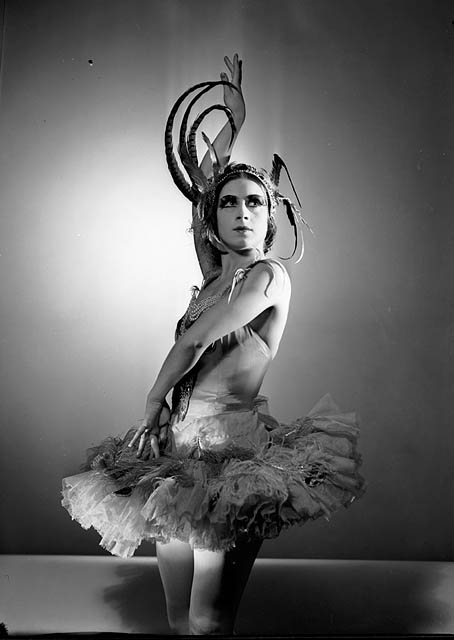
Valentina Blinova, hra Pták Ohnivák, Ballets Russes, Sydney, 1936–1937
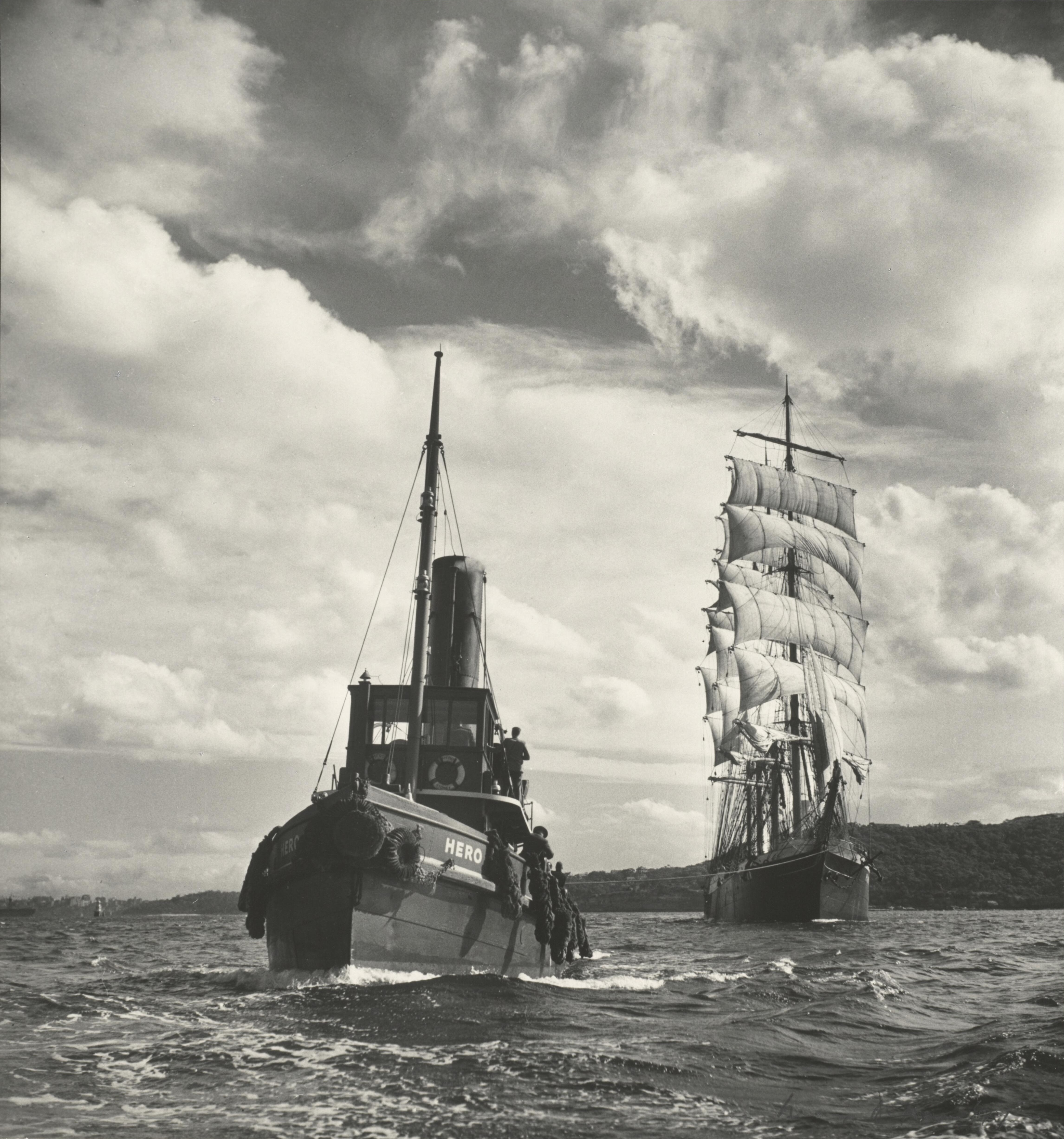
The tug Hero towing Pamir to Sydney Heads, 1947
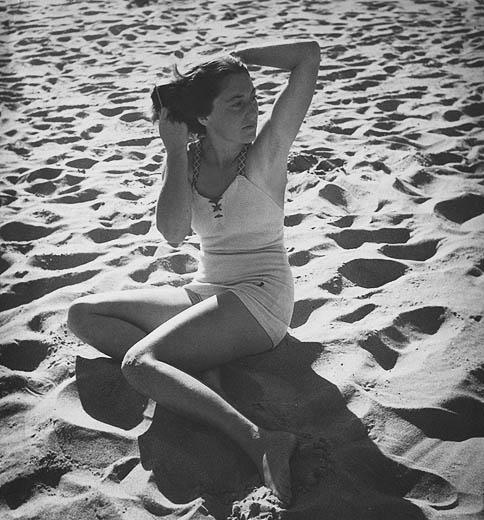
Fotografka Olive Cotton na pláži, asi 1930–1940
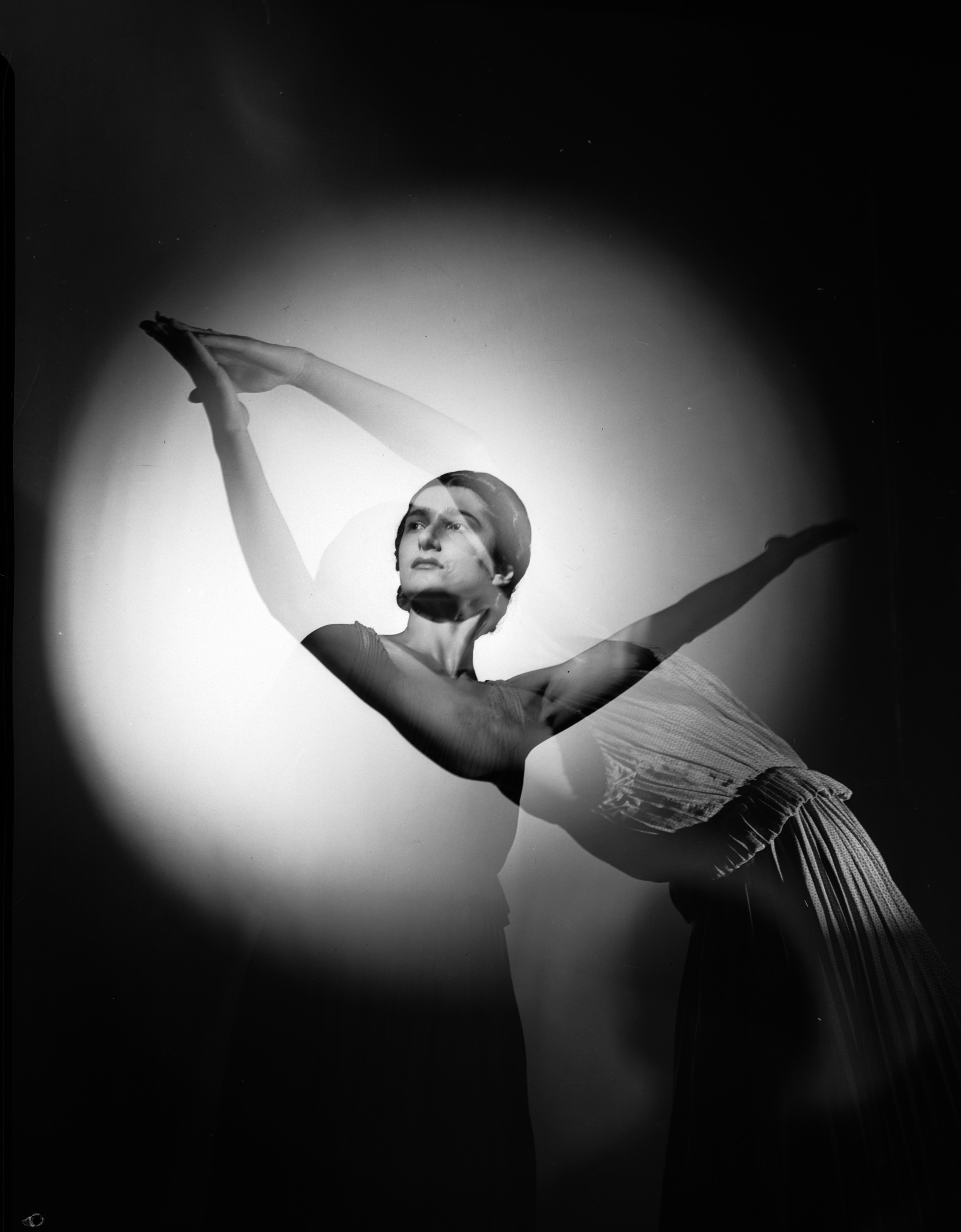
Tamara Tchinarova (later the first wife of Peter Finch) in the ballet Les Presages, Sydney, 6. prosince 1936 - leden 1939, fotostudio
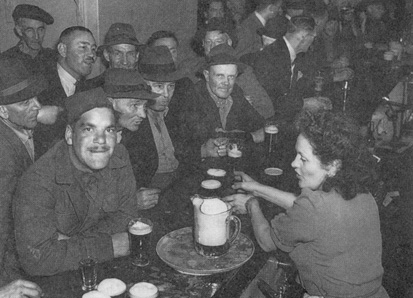
Barmanka v hotelu v Sydney, 18 hodin, 1941
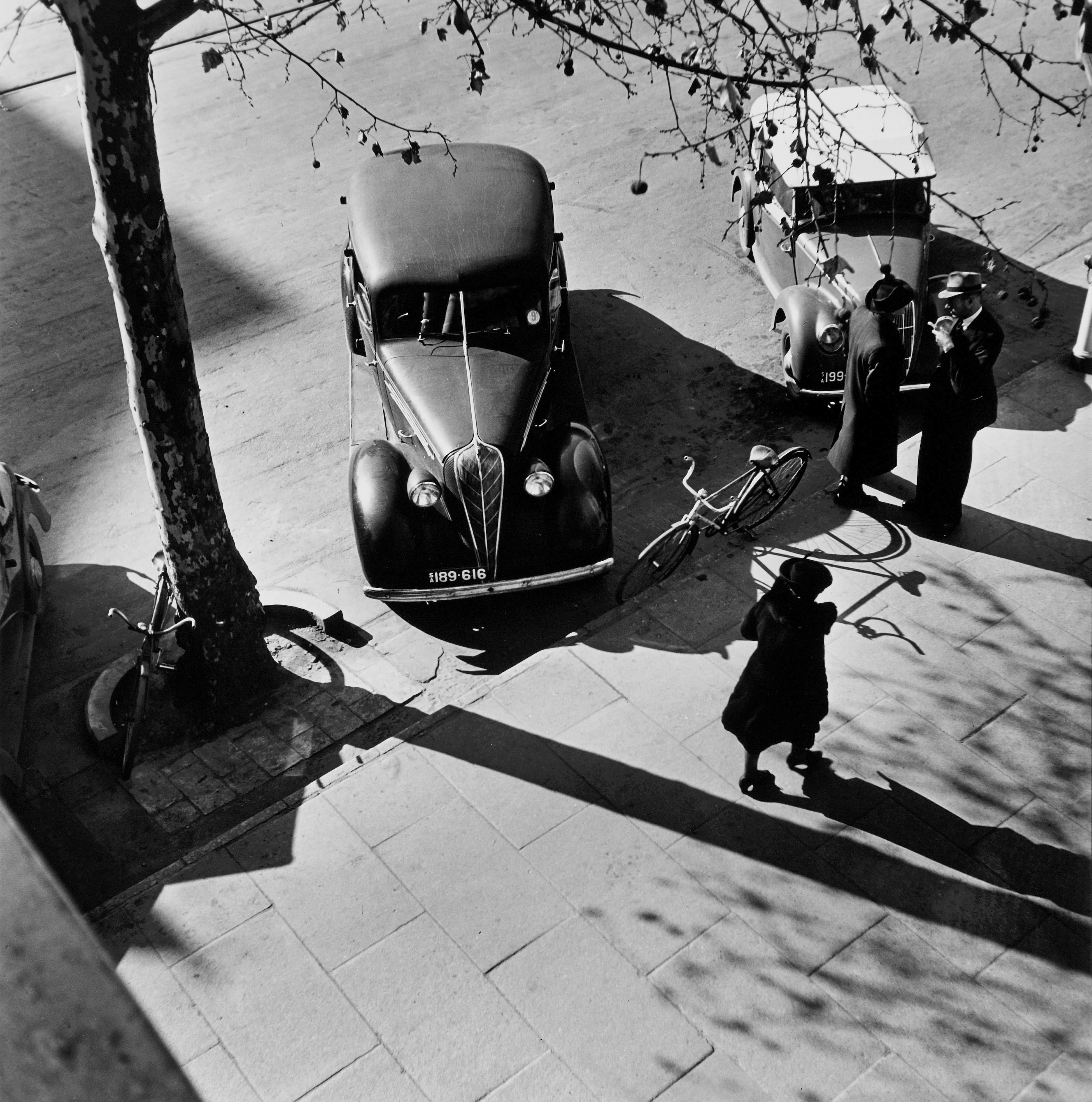
Adelaide street scene, 1946

### Snímky
- At the procession, 1952 Archivováno 19. 4. 2010 na Wayback Machine.
- Trade offices, 1974 Archivováno 28. 2. 2010 na Wayback Machine.